# 塞內卡 (亞利桑那州)
塞內卡（英語：Seneca）是位於美國亞利桑那州希拉縣的一個非建制地區。該地的面積和人口皆未知。

## 地理
塞內卡的座標為33°45′24″N 110°30′46″W / 33.75667°N 110.51278°W，而該地的平均海拔高度為1463米（即4800英尺）。